# Heartattack and Vine
Albums de Tom Waits
Blue Valentine
(1978) One From the Heart
(1982)
Heartattack and Vine est un album de Tom Waits sorti en 1980 sur le label Asylum Records. Tom Waits a dans un premier temps donné le titre White Spades à l'album, mais sa maison de disque n'a pas trouvé ce titre assez vendeur ; il dut changer le titre.
Cet album est cité dans l'ouvrage de référence Les 1001 albums qu'il faut avoir écoutés dans sa vie.

## Titres
1. Heartattack and Vine - 4:50
2. In Shades - 4:25
3. Saving all my Love for You - 3:41
4. Downtown - 4:45
5. Jersey Girl - 5:11
6. 'Til the Money Runs Out - 4:25
7. On the Nickel - 6:19
8. Mr. Siegal - 5:14
9. Ruby's Arms - 5:34

## Analyse des titres
Heartattack and Vine : Le chant est un « grogné-hurlé » qui fait la marque de fabrique de Tom Waits. L'instrumentation est minimaliste: la basse et la guitare sont dures et compactes.
In Shades : Blues instrumental ; enregistré en public lors de la tournée de 1979, ce titre s'appelait Breakfast in Jail
Saving all my Love for You : Ce morceau avait été enregistré initialement pour l'album Foreign Affairs sorti en 1977.
Downtown : Chanson dans le même esprit que Heartattack and Vine et 'Till the Money Runs Out.
Jersey Girl : Titre écrit par Tom Waits pour sa femme Kathleen Brennan. Ce titre a été repris sur scène par Jon Bon Jovi et Bruce Springsteen.
'Til the Money Runs Out : Face B du vinyle, ce titre est relativement proche du titre éponyme dont il reste toutefois un pâle reflet.
On the Nickel : Berceuse, chanson thème, écrite pour le documentaire On the Nickel de Ralph Waite de 1979, le morceau aborde le thème des clochards de Los Angeles.
Mr. Siegal : référence à Bugsy Siegel. Inspiré par la musique New-Orleans.
Ruby's Arms : Une ballade de séparation.

### Musiciens
- Tom Waits - Chant, Guitare électrique, Piano
- « Big John » Thomassie - Batterie[3]
- Roland Bautista - Guitare électrique, Guitare 12 cordes[4]
- Greg Cohen - Basse
- Victor Feldman - Percussions, Chimes, Glockenspiel
- Jim Hughart - Basse
- Plas Johnson - Saxophones ténor et baryton
- Michael Lang - Piano
- Larry Taylor - Basse[5]
- Jerry Yester - Arrangements et chef d'orchestre
- Bob Alcivar - Arrangements cordes et chef d'orchestre
- Ronnie Barron - Orgue Hammond, Piano

## Sources
- Article de John Lomax III pour l'hebdomadaire Aquarian Weekly (juillet 1981)